# クリスチン・フォンサルツァ
スーザン・クリスティーナ・フォンサルツァ（Susan Christina von Saltza, 1944年1月3日 - ）は、アメリカ合衆国カリフォルニア州サンフランシスコ出身のアメリカ人女子競泳選手。1960年ローマオリンピックで400m自由形・400mリレー・400mメドレーリレーで金メダル、100m自由形で銀メダル、計4つのメダルを獲得した。

## 経歴

### 1959年パンアメリカン競技大会
100m自由形・200m自由形・400m自由形・400mリレー・400mメドレーリレーの五冠に輝く。

### 1960年ローマオリンピック
選考会で400m自由形の世界新記録を更新して臨んだローマオリンピックにおいて、400m自由形・400mリレー・400mメドレーリレーで三冠を達成し、100m自由形で銀メダルを獲得した。
400m自由形ではオリンピック新記録、400mリレーと400mメドレーリレーでは世界新記録での優勝だった。
ローマオリンピック後に選手を引退し、スタンフォード大学を卒業した。1966年に国際水泳殿堂入りを果たした。